# QTV
«QTV» (ранее — «Куй-ТВ» (укр. Куй-ТБ)) — украинский развлекательный телеканал, существовавший с 2008 по 2017 год. Тестовую трансляцию начал 1 сентября 2008 года, а полноценную 29 сентября. Входил в группу «StarLightMedia». За 9 лет трансляции канал претерпел смены логотипов, названия, программной сетки и слоганов. Изначально по телеканалу транслировались спортивные передачи, мультфильмы для семейного просмотра, аниме и др. В октябре 2008 года из-за неприличного названия «Куй-ТВ» было изменено на «QTV». Телеканал прекратил вещание 1 сентября 2017 года из-за экономических проблем, а на его частоте начал вещание «ОЦЕ ТБ».

## История

### Начало трансляции
Идея создания телеканала для подростков принадлежала команде телеканала «СТБ». Как «СТБ», так и подростковый канал входили в украинскую медиагруппу «StarLightMedia» миллиардера Виктора Пинчука. Канал изначально назывался «Куй-ТВ» (укр. Куй-ТБ) и ориентировался на аудиторию мужчин от 15 до 25 лет, увлекающихся спортом и думающих о сексе. Первоначальными слоганами канала были «Куй ТВ, пока горячо» и «Куй или не куй? Вот в чём ТВ!».
Тестовая трансляция телеканала проводилась с 1 по 28 сентября 2008 года, на следующий день он начал работать в штатном режиме. В эфире транслировались реслинг (укр. «Самці-Ссавці», укр. «М'ясорубка» и др.) и единоборства, «Шоу рекордов Гиннесса», мультфильмы для взрослых («Бивис и Баттхед», укр. «Катрусин кінозал» и др.) и подростковой аудитории, программы об экстремальных видах спорта («Адреналиновые экстремисты»), животных («Настоящие твари»), анатомии («Анатомия для начинающих с Гунтером фон Хагенсом» (укр. «Трупарня»)) эротические шоу (укр. «Зарасутра», укр. «В гостях у казки»), американские шоу («1000 способов умереть», «Тихонечко вшестером», «Человеческая правда», «10 вещей, которые стоит попробовать перед смертью» (укр. «Розважальні шмарклі») и др.), передача «Японамать» (другое название — укр. Реготня) с телеведущим Такэси Китано, шоу собственного производства («Куй-парад»), реалити-шоу («Блондинка в шоколаде» с Ксенией Собчак (укр. «Самиця-Ссавиця»), «Магия Крисса Энджела» и др.). Показывались также рекламы сервисов для получения игр, рингтонов или прочего контента на мобильные устройства.
Первым голосом канала был Александр Белкин, который и озвучивал все анонсы. Многим он запомнился как голос комментатора матчей WWE вместе с Сергеем Новаком на том же «Куй-ТВ». В интервью Данил Артёмов — руководитель проекта — охарактеризовал телеканал как «энергичный, провокационный, немного хулиганский, создающий уникальную задорную атмосферу». В том числе, был создан официальный сайт телеканала — qtv.ua. Для стимулирования активности пользователей периодически там проводились промоакции: самые активные корреспонденты сайта получали сувениры от телеканала.

### Конфликты в 2008—2009 годах

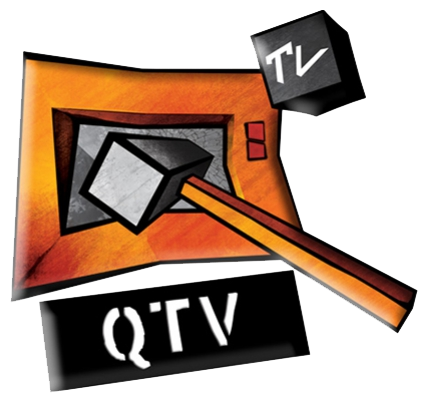
Второй логотип телеканала

#### Название
В начале октября 2008 года Национальный совет Украины по вопросам телевидения и радиовещания при оформлении лицензии провайдера кабельного телевидения «Велтон-Телеком» вычеркнул из списка программ телеканал «Куй-ТВ». Ранее владельцы канала — ООО «Хмарочос Холдинг» — подали заявку на переоформление лицензии на вещание в связи со сменой владельца данной компании, сменой логотипа, параметров спутникового канала и программной концепции. Регулятор удовлетворил заявку «Хмарочос Холдинг», за исключением пункта о смене логотипа. По мнению отдельных членов Нацсовета, такой логотип «вызовет неоднозначную реакцию в обществе» через ассоциацию с нецензурным выражением. В этот же период телеканал был вычеркнут из перечня программ. Как аргументировал действия регулятора первый заместитель председателя Нацсовета Игорь Курус, «в реестре ТРО нет лицензиата „Куй-ТВ“».
Вследствие этого «Хмарочос Холдинг» решила подать заявку на согласование в Национальный совет по вопросам телевидения и радиовещания новый логотип: молоток с надписью «ТВ» и наковальней в форме экрана. Поскольку словосочетание «Куй-ТВ» было отдельной торговой маркой, до получения заключения Национальной экспертной комиссии Украины по вопросам защиты общественной морали в эфире оно не использовалось. В итоге вопрос был улажен.

#### Время трансляции программ для взрослых
Члены Национальной экспертной комиссии Украины по вопросам защиты общественной морали нашли в программе «Парни из нашего села», которая транслировалась на телеканале 1 августа 2009 года с 16:00 до 16:30, эпизод, который содержит элементы порнографии (согласно ст.13 Закона Украины «О защите общественной морали» ТРК порнография запрещена). Кроме того, эксперты определили, что программа «Бебапедия», которая также демонстрировалась 1 августа с 21:30 до 22:00, является продукцией эротического характера. Для доказательства был продемонстрирован эпизод программы, в котором один молодой человек тянул другого за верёвку, которая была привязана к половому члену.
Председатель редакционного совета телеканала «Куй-ТВ» Анатолий Максимчук, которого пригласили на заседание НЭК, отметил, что эти программы появились в эфире из-за того, что не было осуществлено надлежащего предэфирного контроля. НЭК решила сообщить Нацсовету о выявленных нарушениях в деятельности телеканала «Куй-ТВ», а представителям телеканала посоветовали демонстрировать программы с элементами эротики в позднее время.

### Ребрендинг
В сентябре 2009 года канал запустил блок мультсериалов пакета «Nickelodeon». В этом же году было принято решение переформатировать «Куй-ТВ»: снизить градус «провокационности» канала и запустить на нём сериалы. В итоге 22 февраля 2010 года канал вышел в эфир с новой программной сеткой. По словам исполнительного директора Ильи Семёнова, перезапуск был осуществлён с целью расширить аудиторию канала путём привлечения новых групп зрителей. Начали транслироваться сериалы («Декстер», «Доктор Кто», «Рестлмания», «Герои» и др.), пополнился список аниме («Наруто», «Стальной алхимик», «Тетрадь смерти», «Евангелион» и др.), мультсериалов для подростковой и взрослой аудитории («Губка Боб Квадратные Штаны», «Футурама», «Пингвины из Мадагаскара» и др.), шоу о боевых искусствах и компьютерных играх. Новым слоганом канала стал «Это фантастика!». В апреле 2010 года канал начал показ мультсериалов для взрослых от канала «Adult Swim», в августе 2013 — «DreamWorks» для детской и подростковой аудитории. В тот же период сменили голос канала — теперь им стал Артём Вильбик, а также началась трансляция собственного шоу «QTV» «Игронавты».
В 2013 году «QTV» отказались от трансляции рестлинга. В 2015 году канал снова сменил эфирную графику, заодно создав новый логотип. 1 декабря «QTV» перешёл на широкий формат изображения 16:9.

### Закрытие телеканала и появление «ОЦЕ ТБ»

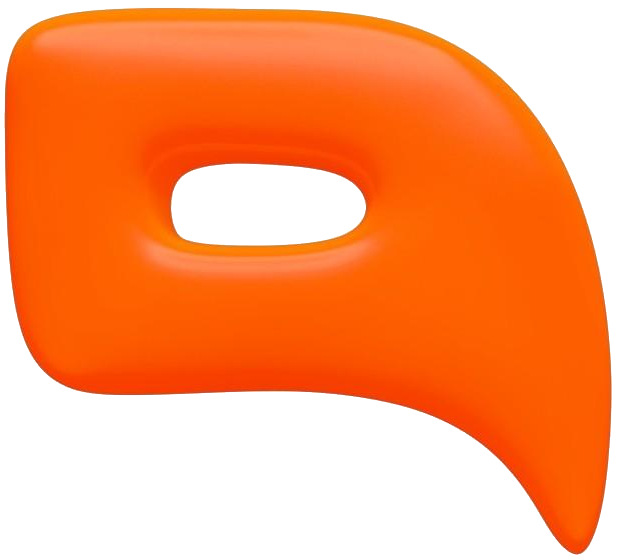
Логотип телеканала с 2015 года до его закрытия (1 сентября 2017)

В начале 2017 года телеканал убрал из программной сетки все передачи и мультсериалы для взрослой аудитории. Со временем аудитория «QTV» стала в основном состоять из мальчиков от 4 до 11 лет. Именно из-за аудитории канал закрылся 1 сентября 2017 года по экономическим причинам. По словам члена Нацсовета Валентина Коваля, ряд рекламодателей принципиально отказывались от размещения рекламы в детских блоках. «QTV» был заменён каналом «ОЦЕ ТБ», на котором показываются повторы программ «СТБ», «Нового канала» и «ICTV».
В июне 2020 года на сайте Официального интернет-представительства Президента Украины в разделе «Електронні петиції» (с укр. — «Электронные петиции») появилась петиция с просьбой возвращения телеканала «QTV» в телеэфир. В январе 2021 года появилась аналогичная петиция. Однако обе петиции не набрали достаточное количество подписей и были проигнорированы.

## Мультсериалы, программы и аниме
- Аватар: Легенда об Аанге
- Легенда о Корре
- Губка Боб Квадратные Штаны
- Симпсоны
- Южный Парк
- Гриффины
- Футурама
- Черепашки-ниндзя
- Пингвины из Мадагаскара
- Кунг-фу панда: Удивительные легенды
- Рога и копыта. Возвращение
- Эй, Арнольд!
- Котопёс
- Крутые бобры
- Шоу Рена и Стимпи
- Фанбой и Чам Чам
- Игронавты
- Наруто: Ураганные хроники
- Соник Икс